# Закон Літтла

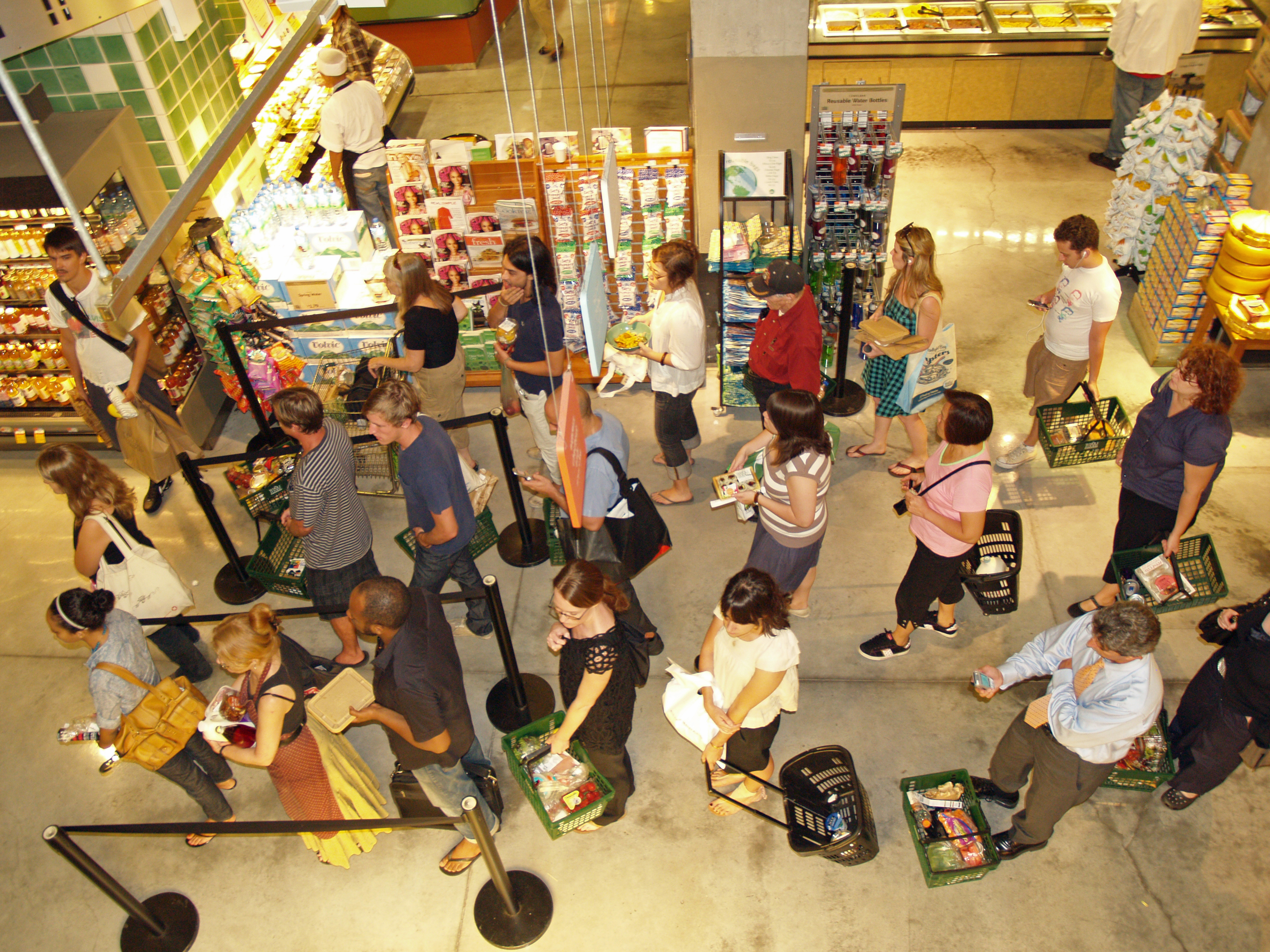
Черга у магазині у Нью-Йорку

Закон Літтла – твердження, що середня кількість речей/людей в системі дорівнює добутку середнього часу перебування у системі та середнього темпу їх прибування.
Цей закон є елементом теорії черг - розділу математики з частини дослідження операцій.

## Історія
Закон Літтла першим сформулював Алан Кобхам у 1954 році, але не довів його. У 1958 році Філіп Морзе виклав його у алгебраїчній нотації. У 1961 році професор Массачусетського Технологічного Інституту Джон Літтл довів, що цей закон діє у кожній системі черг, якщо досліджувати її достатньо довго.

## Опис
Закон Літтла описується формулою:
L = λW
де:
L  = середня кількість речей/клієнтів у системі/черзі.;
λ  = середній темп прибування (інтенсивність надходження заяв);
W  = середній час перебування у системі
Приклад: якщо відділення банку відвідує у середньому 10 клієнтів на годину (λ) і клієнт перебуває у ньому у середньому 1 годину (W), то середня кількість клієнтів, що знаходяться у відділені (L) досягає 10.

## Застосування
Закон Літтла, після тлумачення його алгебраїчної форми, може бути використаний для оцінки середнього часу перебування у системі. Знаходить застосування меж іншим у:
- розрахунку часу очікування у черзі у магазині в залежності від довжини черги і кількості людей, що в ній знаходяться[5],
- розрахунку середнього часу проведеного пацієнтом у шпиталі[6],
- створенні та аналізі рішень just-in-time, а також обмеженні незавершеної роботи (ang. work in progress) в концепції ощадливого виробництва[7],
- аналізі величини запасів готової продукції[8],
- аналізі процесів обслуговування[9].